# Takeshi Noda

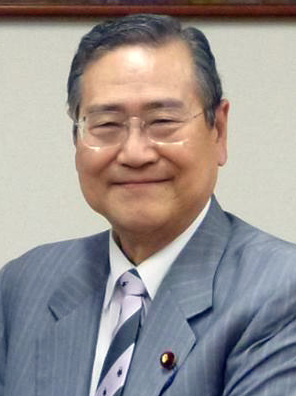
Takeshi Noda, 2014

Takeshi Noda (jap. 野田 毅 Noda Takeshi; * 3. Oktober 1941 in Tokio, Tokio (heute Suginami, Tokio) als 小立毅 Kodachi Takeshi) ist ein japanischer Politiker und war bis 2021 Mitglied des Abgeordnetenhauses für den Wahlkreis Kumamoto 2 und mehrfach Minister. Durchgehend seit den 2000er Jahren gehört er der Liberaldemokratischen Partei (LDP) an, darin zuletzt der Ishihara-Faktion; vorherige Zugehörigkeiten waren LDP→Kōshikai→„Liberaler Reformbund“→NFP→LP→KP→Konservativer Klub.
Kodachi, Sohn eines 1945 verstorbenen Professors an der Nihon Daigaku, schloss 1964 sein Studium an der rechtswissenschaftlichen Fakultät der Universität Tokio ab und wurde anschließend Beamter im Finanzministerium. 1968 wurde er von seinem Schwiegervater adoptiert, dem Abgeordneten Takeo Noda aus Kumamoto (vor 1963 aus Kanagawa; Minseitō→Yokusan Seijikai→…→DVP→…→DPJ→LDP). Dieser starb 1972, und bei der Abgeordnetenhauswahl 1972 bewarb sich Noda im damaligen Fünfmandatswahlkreis Kumamoto 1 als einer von fünf LDP-Kandidaten erfolgreich für die Nachfolge. Er wurde danach bis einschließlich 2017 15-mal in Folge wiedergewählt, nach der Wahlrechtsreform ab 1996 im neuen Einmandatswahlkreis Kumamoto 2, 2003 und 2009 nur im Verhältniswahlblock Kyūshū.
Im Juni 1989 wurde Noda Bauminister im Kabinett Uno, das aber nach der Senatswahlniederlage im Juli schon im August wieder zurücktrat. Im Kabinett Miyazawa war er 1991–92 Wirtschaftsplanungsminister. Als die LDP 1994 die Große Koalition schloss, verließ Noda mit anderen Gegnern der Zusammenarbeit mit den Sozialisten die LDP und wurde letztlich Mitglied der NFP. Bei deren Auflösung schloss er sich der Liberalen Partei an. Nach der Senatswahl 1998 ging die LP eine Regierungskoalition mit der LDP ein, und Noda wurde Anfang 1999 im Koalitionskabinett Obuchi bis Oktober 1999 Minister für Selbstverwaltung und Vorsitzender der Nationalen Kommission für Öffentliche Sicherheit.
Bei der Spaltung der LP über den Verbleib in der Koalition im Jahr 2000 gehörte er zu den Befürwortern einer Fortsetzung der Regierungszusammenarbeit, den Gründern der Konservativen Partei. Dort war er zunächst Generalsekretär, ab 2001 Parteivorsitzender. Als die Konservative Partei aber 2002 weitgehend in der Neuen Konservativen Partei aufging, verließ er mit einigen anderen Mitgliedern stattdessen die Partei (übergangsweise Hoshu Club, „Konservativer Klub“) und kehrte in die LDP zurück. Dort sollte er sich zunächst nach der „Costa-Rica-Methode“ (コスタリカ方式 kosuta rika hōshiki) die Kandidatur Kumamoto 2 mit Takeshi Hayashida alternierend teilen und kandidierte 2003 und 2009 nur im Verhältniswahlblock Kyūshū. Nach der Niederlage Hayashidas 2009 wurde Noda der alleinige LDP-Kandidat in Kumamoto 2.
Für die Abgeordnetenhauswahl 2017 wollte die LDP Japan eigentlich den über 30 Jahre jüngeren ehemaligen Finanzministeriumsbeamten Daisuke Nishino im Wahlkreis Kumamoto 2 nominieren, aber die LDP Kumamoto lehnte dies ab, und die Nationalpartei fügte sich letztlich dem Präfekturverband: Nishino kandidierte als Unabhängiger (34,5 %), Noda blieb mit 47,5 % der Stimmen siegreich. Bei der Wahl 2021 erhielt Nishino wieder als Unabhängiger, aber mit Unterstützung einzelner LDP-Politiker, vor allem Makoto Koga aus der Nachbarpräfektur Fukuoka, 60 % der Stimmen, Noda nur noch 33 % und war klar abgewählt.